# Real Sanatorio de Guadarrama
El Real Sanatorio de Guadarrama fue un sanatorio antituberculoso construido en la sierra de Guadarrama, en España.

## Descripción
El sanatorio, cuya creación fue impulsada por el médico Eduardo Gómez Gereda, que se convertiría en director gerente del mismo, fue inaugurado el 22 de febrero de 1917, en una ceremonia que contó con la asistencia de la familia real. El arquitecto responsable del proyecto había sido Alfredo Echegaray. Tras el fallecimiento prematuro de Gereda, este fue sustituido en su cargo al frente de la institución por Luis Castillo. Se encontraba a unos 1650 metros de altura sobre el nivel del mar, en plena sierra de Guadarrama. El sanatorio, que llegó a contar con cierta fama y que habría inspirado a escritores como Antonio Machado y Camilo José Cela, fue derribado en la década de 1990. También fue escenario, en parte, de la película de terror ‘La noche de Walpurgis’ (1971).